# Прощай (фильм)
«Прощай» — советский чёрно-белый художественный фильм о Великой Отечественной войне, снятый в 1966 году на Одесской киностудии поэтом Григорием Поженяном по собственному сценарию.

## Сюжет
Весна 1944 года. Великая Отечественная война. За освобождение оккупированного Севастополя ещё идут ожесточённые бои. А в освобождённой от немцев Ялте войны нет, она уже где-то далеко… Но дивизион торпедных катеров, который базируется в ялтинском порту,  продолжает свою опасную работу. Военные моряки день за днём уходят в боевые рейсы на Севастополь, идя по следам «Лолы», которая успела покинуть порт, предварительно захватив секретную документацию.

## В ролях
| Актёр                | Роль                     |
| -------------------- | ------------------------ |
| Виктор Авдюшко       | Матвей Подымахин         |
| Валентин Кулик       | Валентин Баталин         |
| Бимболат Ватаев      | Отари Кикнадзе           |
| Александр Стефанович | Александр Юровский       |
| Валерий Шапкин       | Чудаков                  |
| Олег Стриженов       | лейтенант Олег Старыгин  |
| Ангелина Вовк        | Галя                     |
| Жанна Прохоренко     | Люба                     |
| Галина Костырева     | Катя                     |
| Иван Переверзев      | Державенко               |
| Владимир Заманский   | новый командир дивизии   |
| Владимир Акимов      | Строев                   |
| Анатолий Быстров     | боцман катера Подымахина |
| Вячеслав Жариков     | Максим Аврутин           |
| Эммануил Геллер      | грек                     |
| Рита Гладунко        | Нина                     |

### В эпизодах
| Актёр              | Роль         |
| ------------------ | ------------ |
| Людмила Карауш     | подруга Нины |
| Виктория Радунская |              |
| Т. Иванцова        |              |
| А. Пугин           |              |
| Маргарита Жарова   | соседка Гали |
| А. Подольский      |              |
| Игорь Капитонов    | малыш        |
| Алеша Гудин        |              |

### Нет в титрах
| Актёр                    | Роль  |
| ------------------------ | ----- |
| Перфилов, Лев Алексеевич | моряк |

## Съёмочная группа
- Автор сценария — Григорий Поженян
- Режиссёр — Григорий Поженян
- Оператор — Леонид Бурлака
- Художник — Борис Биргер
- Композитор — Микаэл Таривердиев
- Художник по костюмам: Л. Толстых